# 王國靖
王國靖（16世紀—17世紀），字靈臺，陝西行都指揮使司鎮番衛人，明朝軍事人物。

## 生平
王國靖是遊擊王允言的兒子，萬曆四十年（1612年）由文生員中武舉人，次年（1613年）成武進士，多次立下功勞。歷任山西大同總兵，掛征西前將軍印；任內製作火器、編製圖陣，訓練騎兵七千人。在北京給皇帝閱兵，得賜苧麻旌獎，又獲在御屏書名，很快他上表休假，五次上疏乃才允許回鄉，兒子王扶朱則是舉人。

## 引用
1. 1 2  道光《鎮番縣志·卷九·人物列傳》：王國靖，字靈臺，遊擊允言子。萬歷四十年由文生登武科聯捷進士，材長捍禦，屢立奇功。歷官山西大同總兵，掛征西前將軍印。製火器、著圖陣，團練鐵騎七千；調京欽閱，賜紵旌獎，書名御屏，偉然一代名將也。後予告歸里，疏五上乃允還鄉，子扶朱舉人，見忠義傳。